# Powiat de Mrągowo
Le powiat de Mrągowo (en polonais : powiat mrągowski) est un territoire administratif du nord de la Pologne, en voïvodie de Varmie-Mazurie.

## Divisions administratives

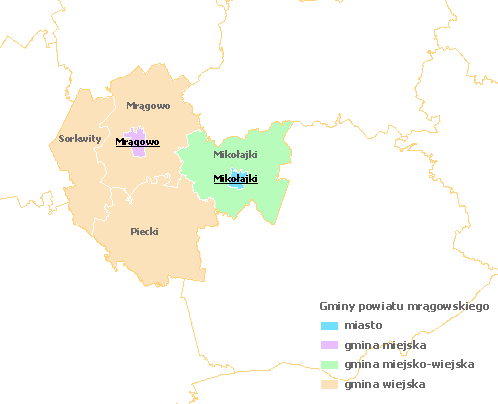
Carte du powiat (en polonais)

Le powiat est composé de 5 communes (gminy) :
| Gmina                                    | Type         | Superficie (km²) | Population (2006) | Chef-lieu |
| Mrągowo                                  | urbain       | 14,8             | 21 772            |           |
| Mikołajki                                | urbain-rural | 256,4            | 8 435             | Mikołajki |
| Piecki                                   | rural        | 314,6            | 7 769             | Piecki    |
| Mrągowo                                  | rural        | 294,9            | 7 485             | Mrągowo * |
| Sorkwity                                 | rural        | 184,6            | 4 626             | Sorkwity  |
| * le chef-lieu est extérieur à la gmina. |              |                  |                   |           |